# 正交规范性
在線性代數裡，假若，內積空間的兩個向量是互相正交的，並且，兩個向量的範數都是 1 ，則稱這兩個向量互相具有正交规范性，又译單範正交性，正交歸一性。假若，一組向量全都是互相正交规范的，則稱這組向量為正交规范集。假若，這正交规范集形成了一個基，則稱這集合為正交规范基。